# چرخه اتو
چرخه اتو (به انگلیسی: Otto cycle) در علم ترمودینامیک چرخهٔ ایده‌آل موتورهای درون‌سوز جرقه‌ای است. این چرخه ترمودینامیکی از دو فرایند هم‌حجم و دو فرایند هم‌آنتروپی ثابت تشکیل شده‌است.
اتو برای مطابقت کار ماشین‌های درون‌سوز و برون‌سوز نظریه زیر را داد:
اتو فرض کرد که در مرحلهٔ احتراق جسم در بالاترین دما و فشار خود قرار می‌گیرد و نمی‌سوزد بلکه به بالاترین نقطه انبساطی میرسد و در مرحلهٔ تخلیه نیز بسیار سرد می‌شود به طوریکه به ماده اولیه داخل سیلندر تبدیل می‌شود و ماده سوختنی خارج نمی‌شود و در چرخه بعدی شرکت می‌کند.

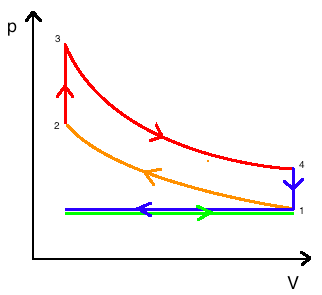
نمودار فشار-حجم چرخه اتو

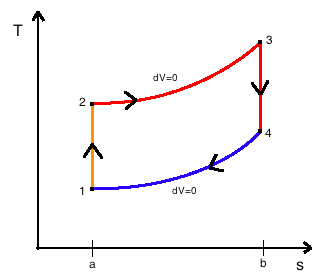
نمودار دما بر حسب آنتروپی چرخه اتو